# Courgenay (Yonne)
Pour les articles homonymes, voir Courgenay.
Courgenay est une commune française située dans le département de l'Yonne, en région Bourgogne-Franche-Comté.

## Géographie
Courgenay est située dans le nord du département de l'Yonne, limitrophe de celui de l'Aube. La commune se trouve à vol d'oiseau à 22 km au nord-est de Sens et à 39 km de Troyes.
La commune est traversée par l'Alain, un affluent de la Vanne.
L'ouest de la commune abrite une partie de la forêt de Vauluisant.

### Finage
Le finage de Courgenay est occupé par plusieurs fermes isolées.

#### La Singerie
Primitivement, la ferme porte pour nom : la Pierre aux Singes. En principe, le singe est au Moyen Age un animal maléfique associé au démon (voir le vitrail de la vie de saint Étienne dans le transept de la cathédrale de Sens). Mais on connait à peu près à la même époque, une famille Cinget qui gère des fermes. Le domaine appartient à l'abbaye de Vauluisant.
Lors des braderies imposées par les Valois à l'Église pour lever des troupes et s'opposer à l'insurrection protestante, le domaine est « engagé » auprès d'un bourgeois de Sens nommé Guérard. La clause de réméré permettra le retour un demi-siècle plus tard dans le domaine monastique, et ce jusqu'à la Révolution.

#### Livanne
Un patronyme porte ce nom au Moyen Âge. Par la suite, une ferme dépend de l'abbaye de Vauluisant. Un chemin devenu actif au plus tôt vers 1200 et conduisant de Nogent-sur-Seine à Villeneuve-l'Archevêque, passe sous ses murs. Elle est qualifiée de château au tout début du XVIe siècle, et une chapelle y est alors citée.
Le lieu a peut-être été abandonné au profit de la ferme-fief de la Verrière, sise sur le finage de Pouy.

### Climat
Pour des articles plus généraux, voir Climat de la Bourgogne-Franche-Comté et Climat de l'Yonne.
En 2010, le climat de la commune est de type climat océanique dégradé des plaines du Centre et du Nord, selon une étude du Centre national de la recherche scientifique s'appuyant sur une série de données couvrant la période 1971-2000. En 2020, Météo-France publie une typologie des climats de la France métropolitaine dans laquelle la commune est exposée à un climat océanique altéré et est dans la région climatique  Nord-est du bassin Parisien, caractérisée par un ensoleillement médiocre, une pluviométrie moyenne régulièrement répartie au cours de l’année et un hiver froid (3 °C). 
Pour la période 1971-2000, la température annuelle moyenne est de 10,7 °C, avec une amplitude thermique annuelle de 15,5 °C. Le cumul annuel moyen de précipitations est de 723 mm, avec 11,7 jours de précipitations en janvier et 7,5 jours en juillet. Pour la période 1991-2020, la température moyenne annuelle observée sur la station météorologique de Météo-France la plus proche, « Flacy », sur la commune de Flacy à 8 km à vol d'oiseau, est de 11,2 °C et le cumul annuel moyen de précipitations est de 740,8 mm. 
La température maximale relevée sur cette station est de 41,9 °C, atteinte le 25 juillet 2019 ; la température minimale est de −25 °C, atteinte le 9 janvier 1985,,. 
Les paramètres climatiques de la commune ont été estimés pour le milieu du siècle (2041-2070) selon différents scénarios d'émission de gaz à effet de serre à partir des nouvelles projections climatiques de référence DRIAS-2020. Ils sont consultables sur un site dédié publié par Météo-France en novembre 2022.

## Urbanisme

### Typologie
Au 1er janvier 2024, Courgenay est catégorisée commune rurale à habitat dispersé, selon la nouvelle grille communale de densité à sept niveaux définie par l'Insee en 2022.
Elle est située hors unité urbaine. Par ailleurs la commune fait partie de l'aire d'attraction de Sens, dont elle est une commune de la couronne,. Cette aire, qui regroupe 65 communes, est catégorisée dans les aires de 50 000 à moins de 200 000 habitants,.

### Occupation des sols
L'occupation des sols de la commune, telle qu'elle ressort de la base de données européenne d’occupation biophysique des sols Corine Land Cover (CLC), est marquée par l'importance des territoires agricoles (74,7 % en 2018), une proportion identique à celle de 1990 (74,7 %). La répartition détaillée en 2018 est la suivante : 
terres arables (73,7 %), forêts (23,3 %), zones urbanisées (2 %), zones agricoles hétérogènes (0,9 %). L'évolution de l’occupation des sols de la commune et de ses infrastructures peut être observée sur les différentes représentations cartographiques du territoire : la carte de Cassini (XVIIIe siècle), la carte d'état-major (1820-1866) et les cartes ou photos aériennes de l'IGN pour la période actuelle (1950 à aujourd'hui).

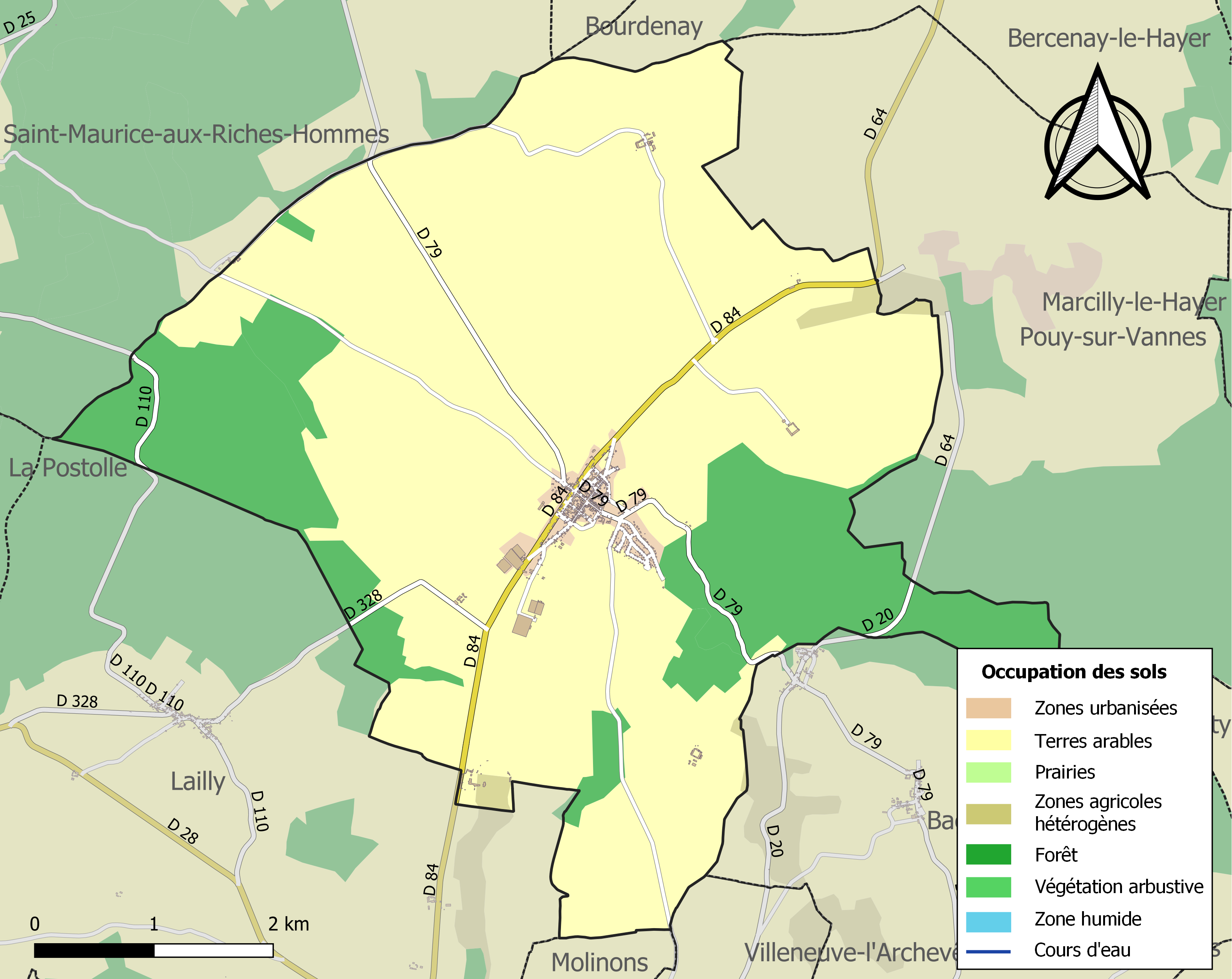
Carte des infrastructures et de l'occupation des sols de la commune en 2018 (CLC).

## Histoire

### Limites féodales et politiques
Courgenay appartient au diocèse de Sens. De ce fait, on peut imaginer que le village relève aussi primitivement du comté de Sens. Ce comté perd sa frange oriental au profit du comté de Troyes dès 1110.
Des moines champenois, arrivés de Preuilly, sont installés à la lisière sud de la paroisse : à Vauluisant. La jeune abbaye est sur le tracé d'un grand chemin aujourd'hui disparu, reliant les deux villes de foires de Provins et de Troyes par La Motte-Tilly, Trainel, Villechat et Mauny (à Bagneaux). Ce parcours n'est pas le plus direct entre les deux villes. A l'évidence, Nogent-sur-Seine forme un obstacle et il faut supposer que ses seigneurs contrarient les intérêts champenois. L'accord conjoint des sires de Nogent et de Villemaure (ces derniers étant clairement au service des comtes de Troyes) sera nécessaire pour permettre cette fondation pieuse établie en limite de leurs domaines féodaux. Les moines reçoivent des dons de terres sur la partie sud du finage et Lailly. Ils évitent de se manifester au nord du monastère.
Le finage de Courgenay dépend de la seigneurie (puis châtellenie) de Nogent-sur-Seine. Nogent n'entrera dans le domaine comtal que vers 1190. Au même moment, des chevaliers assez rapidement titrés seigneurs, se manifestent à Courgenay. Dès lors, on est assuré que le village est dans le comté de Champagne. Ces chevaliers disposeront d'un château près de l'Alain.

### Changement et rétablissement des fondamentaux économiques du village
Vers 1190, l'entrée de Nogent au sein du domaine des comtes de Champagne, change radicalement le réseau routier local. Le vieil axe de Traînel est abandonné au profit de celui passant directement par Nogent. Un chemin secondaire apparaît, reliant Nogent à Villeneuve-l'Archevêque, ville neuve au développement rapide. Le franchissement de l'Alain, entre Courgenay et Pouy, est marqué par l'établissement du château de Livanne. Ce château deviendra la propriété des moines de Vauluisant.
Au début du XIVe siècle, le dernier membre du lignage de Courgenay vend aux moines de Vauluisant ce château et ses biens concentrés sur la fraction nord du finage. Désormais, tout le finage est sous le contrôle de l'abbaye. Le bailli de Sens profite de ce que Philippe le Bel, époux de la dernière comtesse de Champagne, Jeanne Ire (reine de Navarre), soit sur le trône de France, pour s'imposer administrativement à Courgenay et dans les environs au détriment du bailli de Troyes désormais privé de chef. Ce basculement administratif et judiciaire sera conservé en l'état jusqu'en 1789, et d'une certaine manière au travers la départementalisation, jusqu'à nos jours.
Vauluisant est au centre d'un réseau économique. L'abbaye dispose de maisons à Provins, Sens, Troyes et Villeneuve-l'Archevêque. Un chemin relie directement le monastère à Sens. Si le chemin de Provins à Troyes ne passe plus à ses portes, celui de Nogent à Villeneuve-l'Archevêque le remplace. Les moines promeuvent la métallurgie et la verrerie dans la contrée.
Les moines disposent de plusieurs fermes pour exploiter le finage. Elles portent souvent un nom de famille d'exploitants : la Tournerie (famille Tourneur), la Picardie (famille Picard), etc. Courgenay se fortifie aux frais de ses habitants. Les habitants profitent du voisinage du monastère. Le bourg connaît une belle prospérité. Il attire des familles de la région (les Hanoteau et les Pierre de Rigny-le-Ferron, les Clouan de Coulours), s'allie à des familles en pleine ascension (les Richer de Thorigny), envoie ses fils dans d'autres bourgs tenir des fonctions honorables (Blanchet et Pigeon à Thorigny, Blanchet à Rigny-le-Ferron). Cette expansion justifie la fortification du village sous François Ier.

### Ruralisation de Courgenay
Durant les guerres dites de Religion, les fermes monastiques seront mises à l'encan par le pouvoir royal à la barre du bailliage de Sens. La dynastie est incapable de financer une armée pour mettre au pas les révoltes protestantes et ponctionne sans vergogne l’Église. Ces ventes à réméré provoquent l'émergence de petites seigneuries, que les moines du début du XVIIe siècle parviendront à racheter les unes après les autres au grand dam de leurs détenteurs nobliaux. Courgenay perd sa petite bourgeoisie. L'installation des Pigeon à Courtenay (Loiret) où ils se hisseront au sommet de la vie locale vers 1650 est le chant du cygne.
L'abbé Le Tellier, membre de la famille de Louvois, achève la remise à niveau de l'abbaye. Les titres patrimoniaux sont rangés et classés, des plans dressés. C'est donc une abbaye dans un état d'entretien impeccable qui va subir la tragédie révolutionnaire. L'abbatiale et les bâtiments conventuels sont détruits. Seul le logis abbatial et quelques granges sont épargnés. La mise au tombeau de l'abbatiale serait réfugiée à l'église paroissiale de Villeneuve-l'Archevêque. Des décombres subsistent encore de nos jours dans les environs, menacés par des prédateurs du patrimoine. Les fermes quittent le domaine dès les premiers mois des troubles.
Vauluisant devient la propriété de la famille Javal, domiciliée à Paris. Elle en fait le centre d'un domaine agricole qui se veut en pointe dans le modernisme (électricité, etc.). Le journalisme agricole le met à l'honneur. Vers 1980, les propriétaires orientent la notoriété des lieux vers le domaine culturel (festival de musique, visites guidées).
Le chemin de fer passe sur le finage au début du XXe siècle. Le village de Courgenay accueille des serres de belle superficie, fixant une petite population salariée.

## Politique et administration
| Période   | Période   | Identité             | Étiquette | Qualité |
| --------- | --------- | -------------------- | --------- | ------- |
|           |           |                      |           |         |
| mars 2001 | mars 2014 | Patricia Charpentier |           |         |
| mars 2014 |           | Daniel Pagnier       | SE        |         |

## Démographie
L'évolution du nombre d'habitants est connue à travers les recensements de la population effectués dans la commune depuis 1793. Pour les communes de moins de 10 000 habitants, une enquête de recensement portant sur toute la population est réalisée tous les cinq ans, les populations de référence des années intermédiaires étant quant à elles estimées par interpolation ou extrapolation. Pour la commune, le premier recensement exhaustif entrant dans le cadre du nouveau dispositif a été réalisé en 2008.

En 2022, la commune comptait 565 habitants, en évolution de +1,07 % par rapport à 2016 (Yonne : −1,95 %, France hors Mayotte : +2,11 %).
| 1793 | 1800 | 1806 | 1821 | 1831 | 1836 | 1841 | 1846 | 1851 |
| ---- | ---- | ---- | ---- | ---- | ---- | ---- | ---- | ---- |
| 615  | 639  | 656  | 673  | 679  | 713  | 743  | 773  | 777  |

| 1856 | 1861 | 1866 | 1872 | 1876 | 1881 | 1886 | 1891 | 1896 |
| ---- | ---- | ---- | ---- | ---- | ---- | ---- | ---- | ---- |
| 816  | 806  | 774  | 755  | 725  | 682  | 658  | 657  | 599  |

| 1901 | 1906 | 1911 | 1921 | 1926 | 1931 | 1936 | 1946 | 1954 |
| ---- | ---- | ---- | ---- | ---- | ---- | ---- | ---- | ---- |
| 574  | 553  | 551  | 521  | 520  | 549  | 521  | 513  | 473  |

| 1962 | 1968 | 1975 | 1982 | 1990 | 1999 | 2006 | 2008 | 2013 |
| ---- | ---- | ---- | ---- | ---- | ---- | ---- | ---- | ---- |
| 428  | 472  | 455  | 408  | 463  | 446  | 526  | 549  | 548  |

| 2018 | 2022 | - | - | - | - | - | - | - |
| ---- | ---- | - | - | - | - | - | - | - |
| 571  | 565  | - | - | - | - | - | - | - |

## Culture locale et patrimoine

### Lieux et monuments
- Abbaye cistercienne de Vauluisant

Dans les années 1950, découverte d'un souterrain partant de l'église direction nord, il est partiellement effondré, il passe au centre de la cour de l'ancienne école, taillé dans le calcaire. Il est à trois mètres de profondeur. Route de Saint-Maurice à 50 mètres à droite, tombe ancienne avec un pot à la tête de chaque sépulture. L'arbre de la liberté a été planté au lendemain de la guerre de 1870 à l’avènement de la République : le premier avait été coupé à la restauration. Il a donc 140 ans.

### Personnalités liées à la commune
- Abbé Antoine Pierre. Fils d'un marchand de Courgenay originaire de Rigny-le-Ferron, il devient moine de l'abbaye de Vauluisant. Il achève le rétablissement de la prospérité de l'abbaye, après les amples destructions de la guerre de Cent Ans. Il est élu abbé par ses frères. La signature du concordat de Bologne permet au roi François Ier d'imposer le système de la commande en France. Pressé par les politiques, l'abbé se démet de son abbatiat en faveur d'un archevêque de Sens, attributaire de la commande abbatiale. En compensation, il devient évêque in partibus. Il a permis l'ascension sociale de la famille Pierre.
- La famille du banquier, agronome et homme politique Léopold Javal (1804-1872) depuis 1835, date de l'achat de la ferme de Vauluisant.
- Louis Marteau (1875-1944), maire de Cougenay, conseiller général et député de l'Yonne dans l'entre deux guerres.

### Héraldique
| Blason de Courgenay | Blason  | Tiercé en pairle : au 1) d'azur à trois épis de blé empoignés d'or, au 2) de sinople à une crosse de gueules*, au 3) d'or à une poulaine médiévale de tenné ; au filet en pairle de gueules brochant sur la partition. * Il y a là non-respect de la règle de contrariété des couleurs : ces armes sont fautives (au 2): gueules sur sinople). |
| Blason de Courgenay | Détails | Adopté en octobre 2021. |
| Blason de Courgenay | Alias   | L'ancien blasonnement était identique à celui de Sens D'azur à la tour d'argent maçonnée, ouverte et ajourée de sable, accompagnée de six fleurs de lys d'or mises en orle, 3, 2 et 1. |

- Courgenay sur le site de l'Institut géographique national